# Jean-Jacques Keller

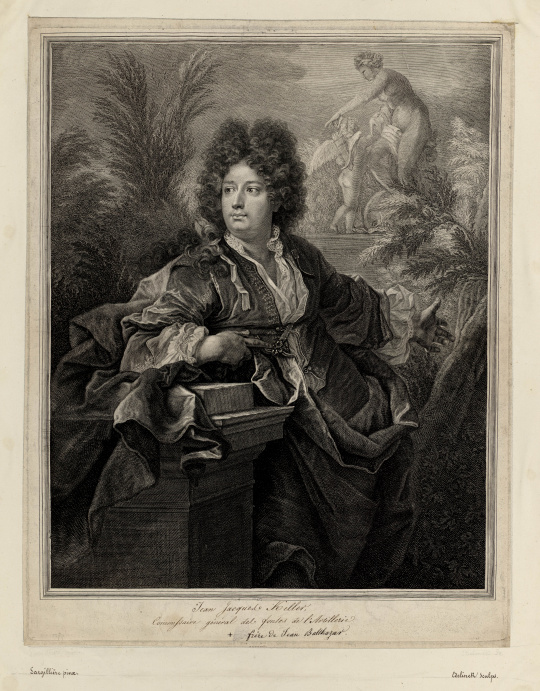

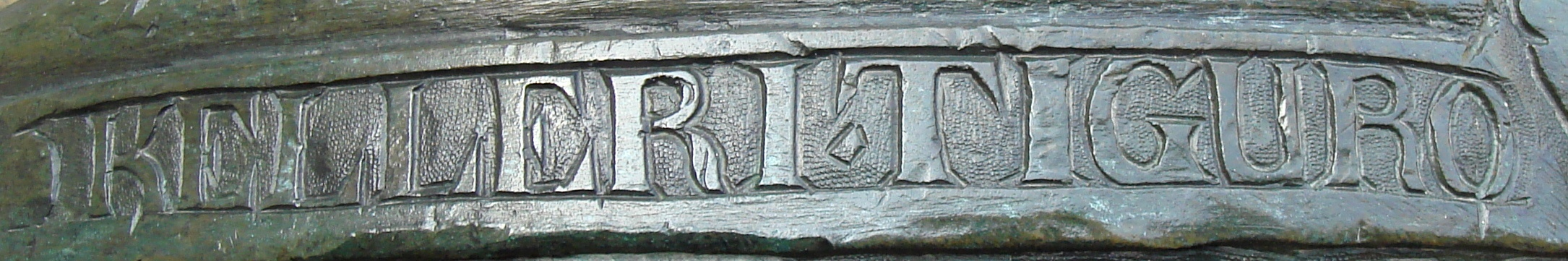
Assinatura de Jean-Jacques Keller no canhão de 1683 Le Protecteur: "Kelleri Tiguro" (i.e. "Keller de Tigurini", da região de Tigurini, Zurique).

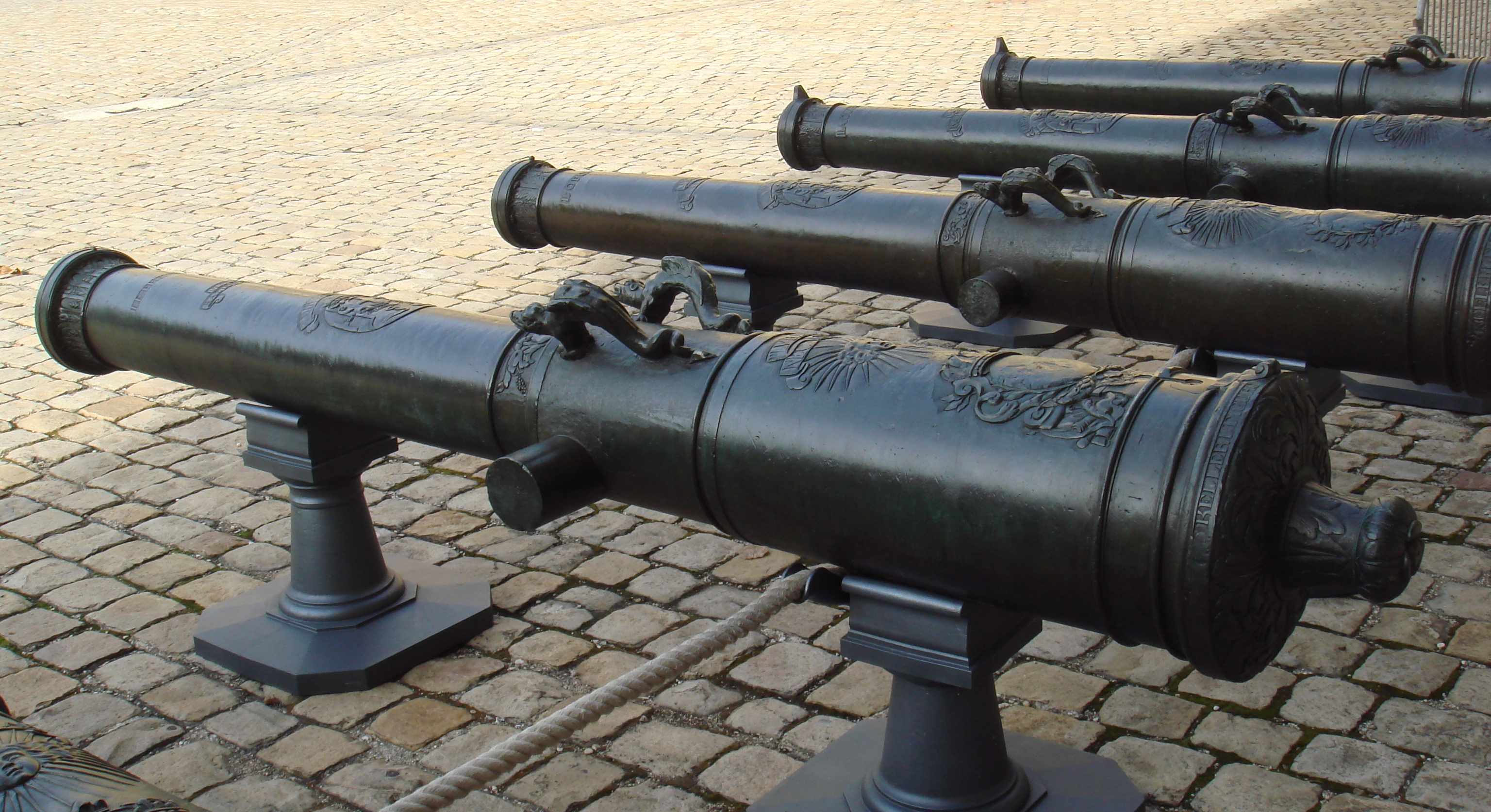
Canhões Keller na zona Hôtel des Invalides.

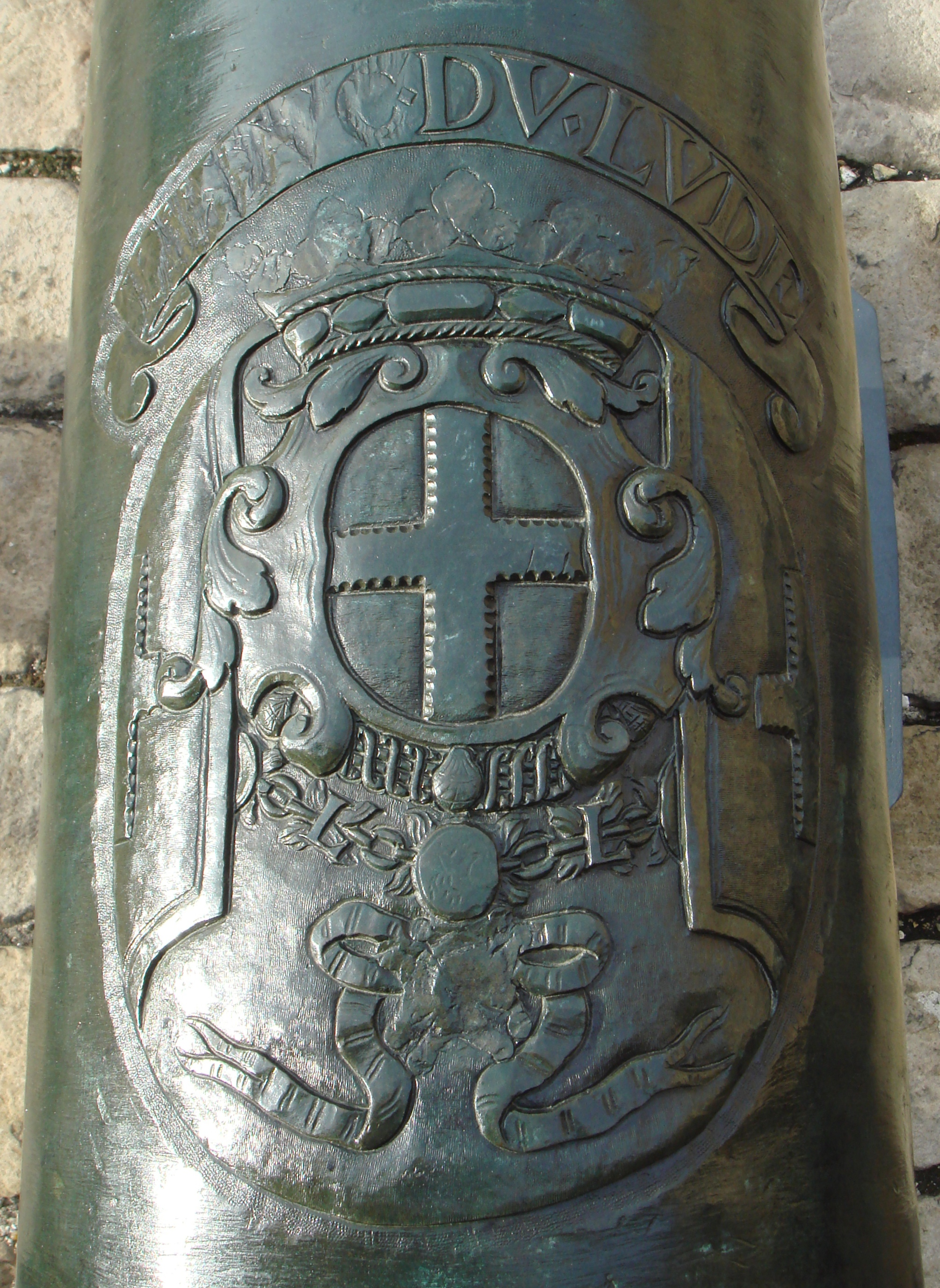
Emblema no Le Protecteur.

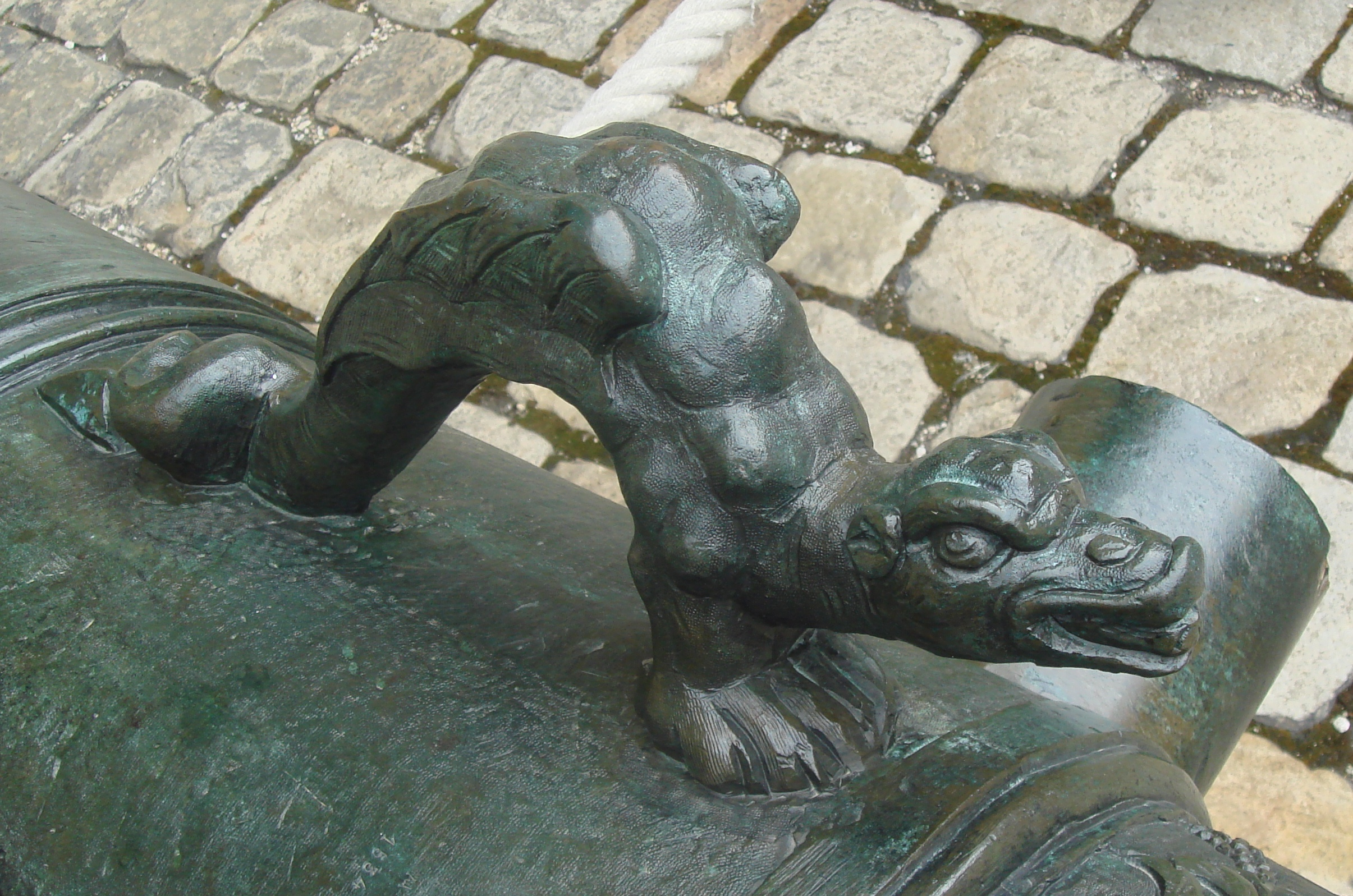
Pega em forma de dragão no Le Protecteur.

Jean-Jacques Keller (1635–1700) e o seu irmão Jean-Balthazar Keller (1638–1702) foram dois fabricantes de armas suiços ao serviço de França.
Jean-Jacques era considerado como um dos mais experientes fundidores de França. Em 1669, tornou-se Mestre das fundições (Commissaire des Fontes) em Douai. Também estabeleceu outras fundições em Besançon, Breisach e Pinerolo. O seu trabalho fez parte de um plano mais geral, coordenado por Louvois em 1666, para reorganizar a artilharia e o exército.

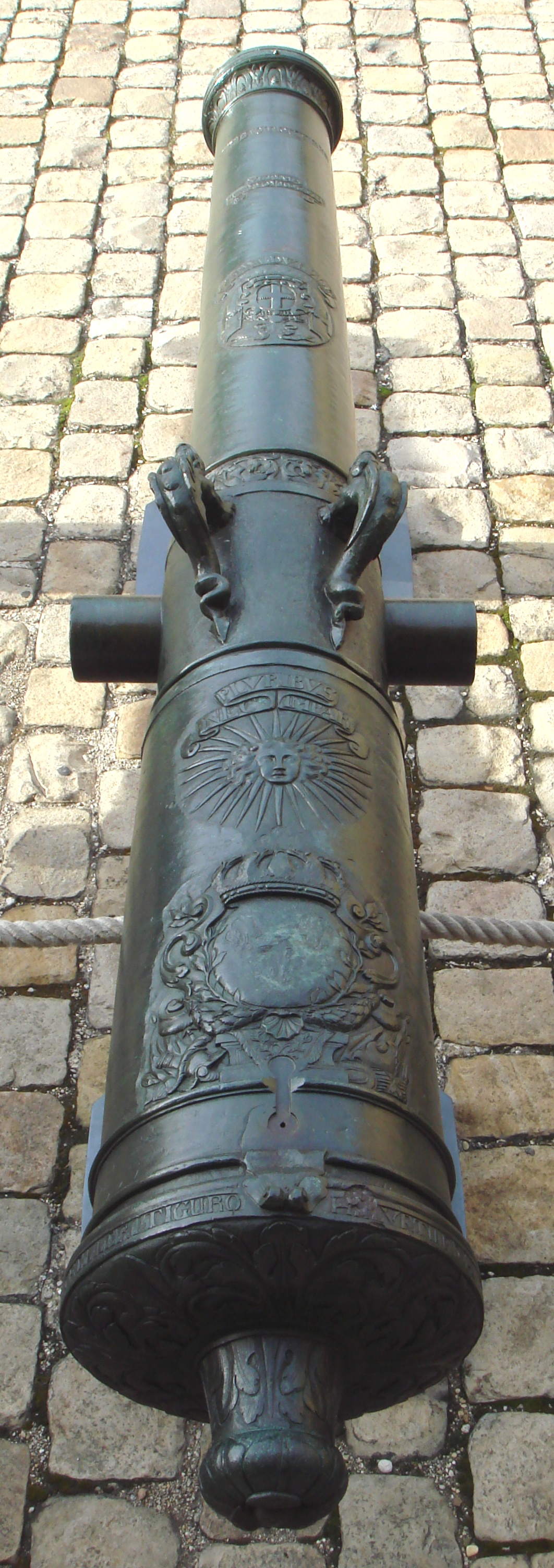
Canhão de 24 libras) de Jean-Jacques Keller, Le Protecteur, fabricado em 1683. Calibre: 151 mm. Comprimento: 320 cm. Peso: 2,271 kg.

O seu irmão Jean-Balthasar estava mais ligado ao fabrico de estátuas. Foi ele que fabricou a estátua de Luís XIV de França erigida na Place Vendôme, em Dezembro de 1692, e fundida em uma só peça, algo nunca feito antes. A estátua foi destruída durante a Revolução Francesa, a 10 de Agosto de 1792.
Em 1694, algumas das suas peças de artilharia explodiram fazendo com que fosse substituído pelo seu irmão Jean-Balthasar, em Douai.
Os dois irmãos tiveram uma grande influência na técnica de fundição de canhões em França, e fabricaram milhares de peças de artilharia.
A tecnologia que utilizaram - fundição de canhões em torno de um núcleo de gesso - foi substituída pelo sistema de De Vallière em 1732.

## Galeria

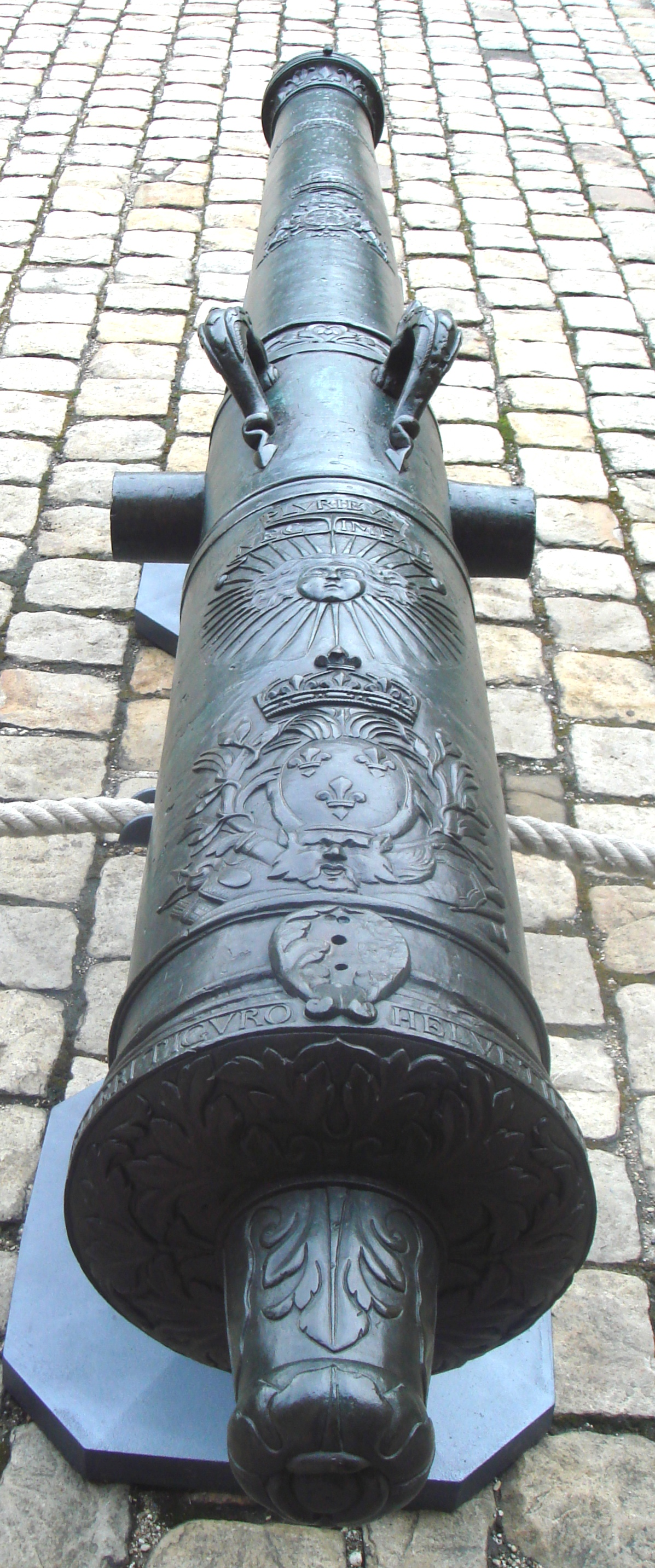
Keller 12-pounder Le Solide. Caliber: 121 mm. Length: 310 cm. Weight: 1,586 kg. 1688.
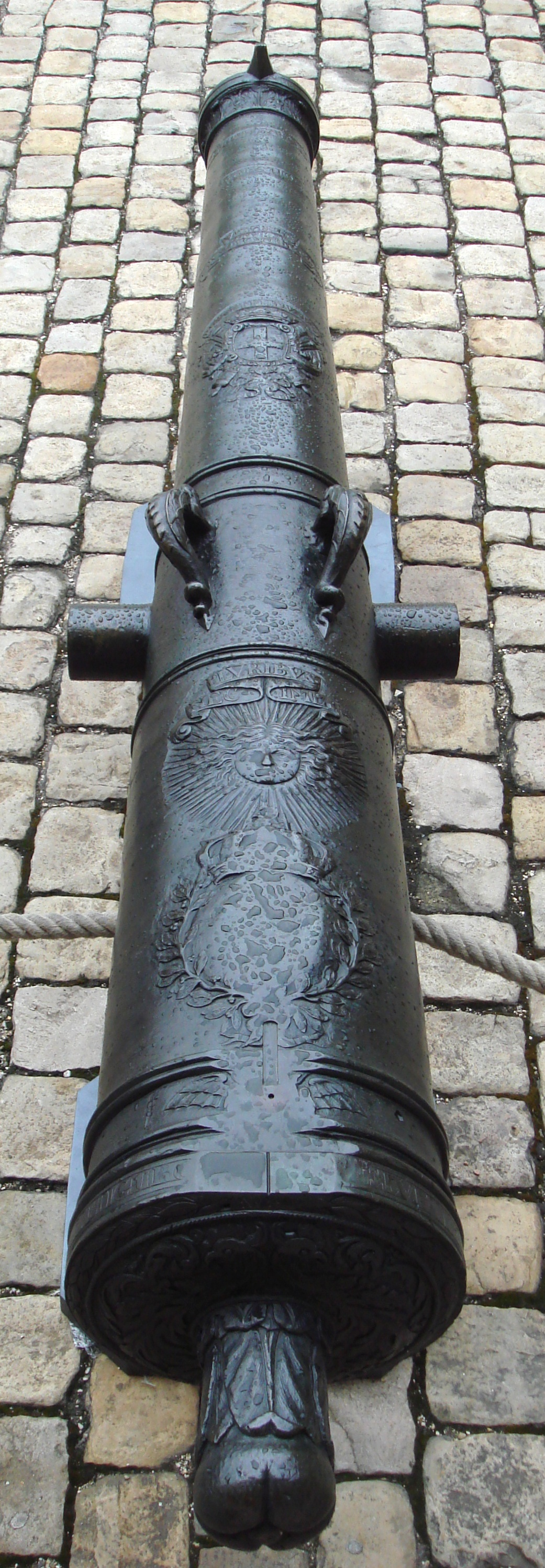
Keller 16-pounder Le Combattant. Caliber: 134 mm. Length: 310 cm. Weight: 2,369 kg. 1674
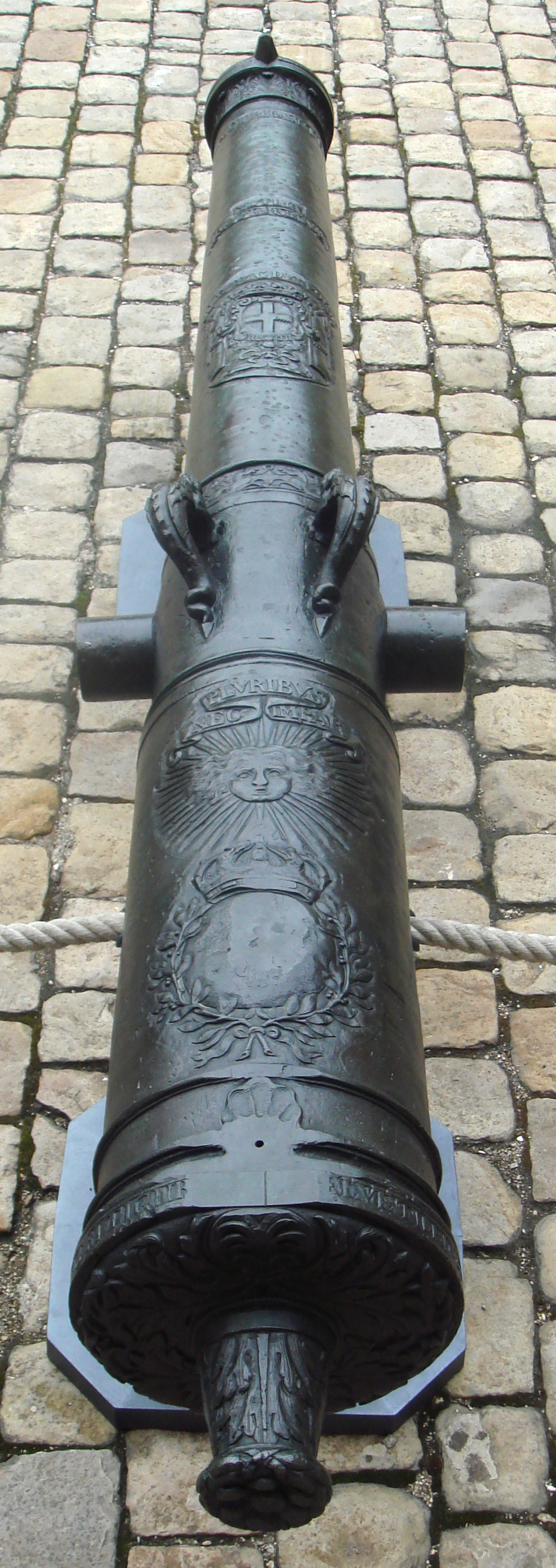
Keller 16-pounder La Curiosité. Caliber: 134 mm. Length: 310 cm. Weight: 1,968 kg. 1679